# Brotheas humboldti
Espèce
Brotheas humboldti est une espèce de scorpions de la famille des Chactidae.

## Distribution
Cette espèce est endémique du Bolívar au Venezuela. Elle se rencontre vers Cedeño et Sucre.

## Étymologie
Cette espèce est nommée en l'honneur d'Alexander von Humboldt.

## Publication originale
- González-Sponga, 1980 : Siete nuevas especies de Chactidae de la region sur de Venezuela (Arachnida: Scorpiones). Monografías científicas Augusto Pi Suñer, Instituto Universitario Pedagógico, vol. 11, p. 3-75.